# Eine Scheidung
Eine Scheidung (Originaltitel: A Bill of Divorcement) ist ein US-amerikanisches Filmdrama unter Regie von George Cukor aus dem Jahr 1932, das auf dem gleichnamigen Theaterstück von Clemence Dane basiert. Es war das Filmdebüt von Katharine Hepburn.

## Handlung
England in den frühen 1930er-Jahren: Am Weihnachtsabend veranstaltet die wohlhabende Familie Fairfield eine Feier auf ihrem Anwesen. Die Familie erscheint glücklich; die Tochter des Hauses, Sydney, und der Kanadier Kit Humphreys sind ineinander verliebt, während Sydneys Mutter Meg in einer Woche endlich ihre große Liebe Gray Meredith heiraten kann. Megs Ehemann Hilary erlitt im Ersten Weltkrieg vor über 15 Jahren einen shell schock, seitdem lebt er in geistiger Umnachtung in einem Sanatorium. Ein neues Gesetz erlaubte es Meg jetzt allerdings, sich von Hilary wegen seines Wahnsinns scheiden zu lassen, wodurch ihrer Hochzeit mit Gray nichts mehr im Weg steht. Nur Tante Hester, die Schwester von Hilary, stößt sich an der geplanten Hochzeit, da sie das Andenken an ihren Bruder in Gefahr sieht und noch immer auf seine Genesung hofft, die aber indes nach so langer Zeit als unwahrscheinlich eingeschätzt wird. Am Ende des Abends bekommt Sydney einen Heiratsantrag von Kit, dem sie glücklich zustimmt. Sie möchte sich mit ihm in Kanada eine Zukunft aufbauen.
Am nächsten Morgen, während Meg und Gray in der Kirche sind, ruft das Sanatorium an: Hilary, der in letzter Zeit Zeichen der Besserung gezeigt habe, sei verschwunden. Wenig später steht Hilary auf einmal im Haus, zwar gezeichnet und leicht erregbar, allerdings geistig im klaren Zustand. Er trifft zum ersten Mal seine Tochter Sydney. Die Atmosphäre bleibt allerdings nicht lange harmonisch, denn Meg kehrt von der Kirche zurück. Der von seiner plötzlichen Heilung überglückliche Hilary realisiert nicht, dass die letzten 15 Jahre auch sein Umfeld verändert haben. Er glaubt, dass Meg ihn weiterhin so liebt, wie er sie liebt. Als er erfährt, dass „seine“ Frau sich scheiden lassen hat und einen anderen Mann heiraten will, reagiert er empört. Als er jedoch zufällig ein Gespräch überhört, wie Meg trotz ihrer Liebe zu Gray ihre Hochzeitspläne aufkündigen will, um für Hilary aus Pflichtgefühl zu sorgen, ändert er seine Meinung. Er realisiert, dass Meg ihn nicht mehr lieben kann, und gesteht ihr die Hochzeit zu.
Sydney erfährt unterdessen von Tante Hester und später auch vom Hausarzt Dr. Alliot, dass der Wahnsinn in der Familie liege und nicht nur der Krieg für Hilarys Krankheit verantwortlich sei, sondern er auch schon vorher Symptome gezeigt habe. Sydney erkennt viele ihrer Charakterzüge in ihrem Vater wieder und glaubt, dass auch sie den Wahnsinn geerbt haben könne. Sie will daher keine Kinder in die Welt setzen. Schweren Herzens bricht sie ihre Verlobung mit Kit und schickt ihn fort, obwohl sie sich lieben. Nachdem auch Meg und Gray abgereist sind, um Hilarys Gesundheitszustand mit ihrer Anwesenheit nicht zu gefährden, bleiben Hilary und seine Tochter allein am Klavier zurück. Glücklich über ihr Zusammenfinden überlegen sie, wie sie Hilarys seit 15 Jahren unvollendete Sonate beenden können.

## Hintergrund
Clemence Danes 1921 veröffentlichtes Stück hatte einen historischen Hintergrund, da es Frauen in den 1920er-Jahren in Großbritannien erstmals erlaubt wurde, sich von ihren Männern ohne deren Zustimmung zu trennen, wenn der Scheidungsgrund in ihrer geistigen Krankheit lag. Es betraf dabei insbesondere Veteranen des Ersten Weltkrieges, die wie die Figur des Hilary geistig geschädigt waren. Der Film von Cukor war die zweite Adaption von Danes Stück; die erste war bereits 1922 in Großbritannien unter Regie von Denison Clift mit Constance Binney (Sydney), Fay Compton (Meg) und Malcolm Keen (Hilary) inszeniert worden. Der Stummfilm gilt heute als verschollen. 1940 erschien eine weitere Verfilmung unter Regie von John Farrow mit Maureen O’Hara (Sydney), Adolphe Menjou (Hilary), Fay Bainter (Meg) und Herbert Marshall (Gray) in den Hauptrollen.
Katharine Hepburn kam zu ihrem Filmdebüt, nachdem sie Hollywood mit dem Broadway-Erfolg The Warrior's Husband auf sich aufmerksam gemacht hatte. Produzent David O. Selznick war nach den Probeaufnahmen mit Hepburn nicht überzeugt, dass sie beim Publikum gut ankommen würde, doch letztlich setzte sich der junge Regisseur George Cukor für sie ein. Cukor und Hepburn freundeten sich an und drehten später gemeinsam insgesamt neun Produktionen, darunter Klassiker wie Vier Schwestern, Die Schwester der Braut, Die Nacht vor der Hochzeit und Ehekrieg. Ihre Zusammenarbeit endete erst 1979, 47 Jahre nach A Bill of Divorcement, mit dem Fernsehfilm Das Korn ist grün.
Das Budget von A Bill of Divorcement lag bei rund 250.000 US-Dollar, an den Kinokassen spielte die Produktion über 500.000 US-Dollar ein. Der Film wurde damit zu einem Erfolg und setzte einen positiven Start für Hepburns folgende Filmkarriere.

## Kritiken
Im Gegensatz zu späteren Kritiken, die oft mittelmäßig ausfielen, war Mordaunt Hall in der New York Times vom 3. Oktober 1932 voll des Lobes. A Bill of Divorcement sei ein „intelligenter, zurückhaltender und oftmals rührender Film“. Die Charakterstudie des Hilary sei eines John Barrymores würdig, und dieser schaffe es, die Probleme der Figur überzeugend darzustellen. Ausdrücklich hob Hall auch Hepburns Darstellung als „eine der feinsten“ hervor: Die Produzenten seien weise genug gewesen, nicht die Rolle der Sydney zu verkleinern, nur weil Barrymore der Star sei. Ebenfalls Lob von Hall erhielten Billie Burke, Henry Stephenson und Paul Cavanaugh.
Der Filmdienst bemerkte, dass Cukor mit dem „problem play“ Eine Scheidung zwei Neuheiten auf die Leinwand brachte: Katharine Hepburn sowie das „für damalige Verhältnisse längst nicht alltägliche Thema Scheidung“. Der Film sei „inszenatorisch nicht ohne Reiz zwischen Melodram und Komödie schwankend“, allerdings „psychologisch nicht sonderlich glaubwürdig“.
Hal Erickson vom All Movie Guide bemängelte, dass „die Haltung des Films zu männlich-weiblichen Beziehungen, ganz zu schweigen von seinem archaischem Ansatz zu dem Problem der geistigen Krankheit“ auf den heutigen Zuschauer mühselig wirken würden. Gerettet würde der Film allerdings durch das warmherzige Zusammenspiel von Barrymore und Hepburn. In seiner „gealterten Qualität“ sei diese Verfilmung aber immer noch besser als das Remake von 1940, so Erickson.
Nicholas Bell schrieb anlässlich der Blu-Ray-Veröffentlichung des Filmes im Jahr 2018 für Incicinema, A Bill of Divorcement sei eine „rigide Untersuchung der Sozialmoral zu den Themen Ehe und geistige Krankheit“. Der Film habe das Potenzial zu einer rauschenden Screwball-Komödie gehabt, schlage aber stattdessen den Weg in „Furcht und Melodramatik“ ein. Hepburn bringe in ihrem Filmdebüt frischen Wind in das träge Filmmaterial, so Bell. Cukors Handschrift, auch aus weiblicher Perspektive zu schildern, sei in der berührenden Darstellung von Billie Burke erkennbar, die eine Frau zwischen gesellschaftlicher Erwartung und eigenen Sehnsüchten spiele.